# Gerhard Hanke (Politiker)
Gerhard Hanke (* 27. Januar 1956 in Berlin) ist ein deutscher Politiker (CDU). Er war von 1992 bis 2021 Bezirksstadtrat im Berliner Bezirk Spandau und zudem seit November 2016 stellvertretender Bezirksbürgermeister.

## Werdegang
Hanke wuchs in Spandau auf, wo er von 1963 bis 1973 zunächst die Grund-, dann die Oberschule besuchte. 1976 begann er eine Ausbildung als Industriekaufmann und war schließlich bei den Adoros-Teppichwerken und einem weiteren Unternehmen beschäftigt. Von 1980 bis 1982 war er im Öffentlichen Dienst tätig, zunächst bei dem Polizeipräsidenten in Berlin, später beim damaligen Landeseinwohneramt.
Als 18-Jähriger trat er 1974 dem CDU-Kreisverband Spandau bei.
Während seiner Parteilaufbahn nahm er verschiedene Funktionen wahr. Insbesondere war er von 1999 bis 2005, als Vorgänger von Kai Wegner, Kreisvorsitzender der CDU Spandau.
Bis zum 22. April 2023 war er Vorsitzender des CDU-Ortsverbandes Hakenfelde-Neustadt. Zudem war er seit Jahren durchgängig Kreis- und Landesparteitagsdelegierter.

## Bezirksstadtrat (1992–2021)
Seit 1985 wurde Hanke bis 2021 durchgängig für die CDU Spandau als Bezirksverordneter in die Bezirksverordnetenversammlung gewählt.
Nachdem sich das Abgeordnetenhaus von Berlin nach der Wiedervereinigung der Stadt bereits 1990 neu konstituierte, wurden die Bezirksverordnetenversammlungen erst zwei Jahre später neu gewählt. Bei dieser Wahl am 24. Mai 1992 ging die SPD im Bezirk Spandau als Wahlsieger hervor.
Gerhard Hanke wurde bereits im Vorfeld durch den Kreisparteitag der CDU für das Amt eines Bezirksstadtrats nominiert. Gemeinsam mit der CDU bildeten die Sozialdemokraten schließlich unter dem neuen Bezirksbürgermeister Sigurd Hauff (SPD) eine Zählgemeinschaft für die 14. Wahlperiode. Am 30. Juni 1992 wurde Hanke von der Bezirksverordnetenversammlung erstmals zum Bezirksstadtrat gewählt. Er übernahm das Dezernat Volksbildung.
Bei den Wahlen am 22. Oktober 1995 trat die CDU in Spandau mit dem bisherigen Finanzstadtrat Konrad Birkholz als Spitzenkandidat an, gegen den sich Hauff geschlagen geben musste. Birkholz wurde daraufhin zum neuen Bezirksbürgermeister gewählt. Dem neuen Bezirksamt gehörte Hanke ab dem 30. November 1995 nunmehr als Stadtrat für das neue Ressort Bildung, Kultur und Sport an.
In dieses Amt wurde Hanke auch nach den Wahlen 1999, 2001 und 2006 gewählt. Er war inzwischen bereits der dienstälteste Bezirksstadtrat in Berlin.

### Ermittlungen (2010–2011)
Für die Spandauer Bezirkswahlen am 18. September 2011 war Hanke ursprünglich als CDU-Spitzenkandidat vorgesehen, da Konrad Birkholz aus Altersgründen nicht mehr kandidieren durfte.
Bereits im Februar 2010 wurden allerdings Ermittlungen gegen Hanke wegen des Verdachts der Bestechlichkeit und der Untreue bekannt, die auch zur Durchsuchung seiner Wohnung und Diensträume führten. Hanke wurde zur Last gelegt, eine private Feier in den Räumen der ihm unterstellten Spandauer Zitadelle vom Pächter zu Sonderkonditionen in Anspruch genommen zu haben. Im Gegenzug soll der Pächter im Nachgang weitere Nutzungsfläche erhalten haben, ohne eine höhere Pacht zu entrichten.
Bereits kurz nach Beginn der Ermittlungen wurde gemutmaßt, dass es sich bei den anonymen Hinweisen, die zur Strafanzeige gegen Hanke führten, um eine Intrige aus CDU-Reihen gehandelt haben soll, um dessen Kandidatur als Bezirksbürgermeister zu verhindern. Auf Weisung von Birkholz ließ Hanke daraufhin seine Zuständigkeit für die Fachbereiche Kultur und Sport ruhen.
Die Ermittlungen stellten sich schließlich als haltlos heraus und wurden im Juli 2011 durch die Staatsanwaltschaft eingestellt. Birkholz führte jedoch ein förmliches Disziplinarverfahren, das beamtenrechtlich während der laufenden staatsanwaltschaftlichen Ermittlungen ruhte, weiter und verweigerte Hanke die vollständige Rückkehr ins Amt.
Seit jener Zeit galt das Verhältnis zwischen den Politikern als zerrüttet. Auch die Basis der CDU Spandau reagierte im Wahljahr mit großem Unverständnis.

### Verpasste Bürgermeisterkandidatur (2011)
Aufgrund des noch laufenden Disziplinarverfahrens zog Hanke seine beabsichtigte Kandidatur zurück, woraufhin Baustadtrat Carsten-Michael Röding durch den Kreisparteitag als Bürgermeisterkandidat nominiert wurde.
Nach den Wahlen im September 2011 bildete die SPD jedoch eine neue Zählgemeinschaft, die letztlich dazu führte, dass der SPD-Politiker Helmut Kleebank zum neuen Bezirksbürgermeister gewählt wurde. Hanke blieb für die CDU Bezirksamtsmitglied und übernahm die Fachbereiche Jugend, Bildung, Kultur und Sport.
Nachdem im November 2012 erneute Gerüchte wegen des eingestellten Verfahrens gegen Hanke aufkamen, die u. a. durch Birkholz gestreut worden sein sollen, erstattete Hanke gegen diesen Strafanzeige wegen des Verdachts der falschen Verdächtigung.
Letztlich wurden sämtliche gegen Hanke gerichteten Verfahren eingestellt.

### Bürgermeisterkandidat (2016)
Im Vorfeld der Wahl im September 2016 wurde Hanke im November 2015 durch den CDU-Kreisparteitag als Bürgermeisterkandidat nominiert. Er trat somit gegen Amtsinhaber Helmut Kleebank an, der für die SPD erneut kandidierte.
Bei den Wahlen sackte die CDU im Bezirk Spandau jedoch um 11 Prozent ab, woraufhin Kleebank durch die Bezirksverordnetenversammlung erneut gewählt wurde.
Gerhard Hanke übernahm im Bezirksamt am 30. November 2016 als Bezirksstadtrat die Bereiche Wirtschaft, Soziales, Weiterbildung und Kultur und wurde zudem zum stellvertretenden Bezirksbürgermeister gewählt.
Aufgrund der Altersbeschränkung für Wahlbeamte wurde die Amtszeit Hankes im November 2020 bis zum Ende der Wahlperiode im Herbst 2021 verlängert.
Seit dem 15. Oktober 2021 führte Hanke letztmals die Amtsgeschäfte des in den Deutschen Bundestag gewählten Bezirksbürgermeisters Helmut Kleebank, der sein Amt aus rechtlichen Gründen ruhen lassen musste.
Am 4. November 2021 wählte die Bezirksverordnetenversammlung schließlich ein neues Bezirksamt, dem Hanke nach 29 Jahre nicht mehr angehörte.

## Privates
Hanke ist verheiratet, Vater zweier Kinder sowie Mitglied der evangelischen Kirche. Er lebt in Berlin-Spandau und widmet sich in seiner Freizeit Sport- und Kulturangeboten.

## Ehrungen
- Ehrenkommandant der Zitadelle Spandau (2021)